# Noel Nicola
Noel Nicola Reyes (L'Avana, 7 ottobre 1946 – L'Avana, 7 agosto 2005) è stato un cantautore cubano, fondatore insieme ad autori come Silvio Rodríguez, Pablo Milanés, Vicente Feliú e Sara González, del movimento culturale e musicale denominato Nueva Trova cubana.

## Biografia
Soprannominato il «tranquilo» o affettuosamente «el Drácula», Noel Nicola nasce in seno ad una famiglia di importanti musicisti: il padre, Isaac Nicola, era un professore ed uno dei pilastri fondamentali della Escuela Cubana de Guitarra; la madre, Eva del Carmen Reyes Sterlich, era violinista dell’ Orquestra Sinfónica Nacional (Orchestra Sinfonica Nazionale di Cuba) e cantante, mentre sua zia, Clara «Cuky» Nicola, un’eccellente insegnante di chitarra; tradizione artistica della famiglia che proseguirà con le figlie di Noel (Carolina è cineasta, mentre Nadia è direttrice corale) e col nipote Fabyan German Nicola (attore e cantante cubano-dominicano).
È stato sposato per un breve periodo con Mariana Rivas, personaggio fondamentale per il movimento della Nueva Trova e per quasi 18 anni con Liudmila Alexeevna Kondakova che lo ha accompagnato fino agli ultimi momenti.
Artista con un grande talento per la poesia e per la melodia, sin dall'adolescenza, comincia a comporre le prime canzoni, accompagnando i suoi testi con la chitarra.
Grazie alla volontà di Haydée Santamaría, insieme a Silvio Rodríguez e Pablo Milanés, Noel partecipa al concerto del 18 febbraio 1968 nella Casa de las Américas de L'Avana, che verrà considerato come il primo atto del movimento della Nueva Trova cubana, del quale Noel sarà inoltre Coordinador Nacional dal 1972 al 1977. Negli anni '70, inoltre, il movimento si fa conoscere ed apprezzare anche fuori da Cuba, soprattutto grazie anche alle esibizioni di Noel nel settembre del 1972 in Cile e del 1974 nella Repubblica Dominicana durante il festival Siete Días con el Pueblo.
Negli stessi anni, sotto la spinta di Alfredo Guevara, allora presidente dell’ICAIC (Instituto Cubano del Arte e Industria Cinematográficos), forma parte del GESI (Grupo de Experimentación Sonora del ICAIC), dove studia con i maestri Leo Brouwer, Juan Elósegui, Federico Smith e Sergio Vitier. 
Dotato di un registro vocale notevole, oltre alle prime composizioni tipicamente riconducibili al movimento della Nueva Trova cubana, nell'arco della sua carriera Noel Nicola ha abbracciato diversi stili musicali come il son, il rock e la trova tradizionale, alternando testi suoi con poesie di scrittori famosi come il peruviano César Vallejo.
Noel Nicola muore nel 2005 a L'Avana, vittima di un cancro.
In suo onore, dal 2015, il Centro Iberoamericano para la Canción Canto de Todos, l’Instituto Cubano de la Música ed il Festival Barnasants Cançó d’Autor hanno istituito il Premio Noel Nicola, assegnato ad artisti di fama internazionale come Daniel Viglietti nel 2015 e Silvio Rodríguez nel 2016.

## Discografia
Solista
- Comienzo el día (1977)
- Así como soy (1980)
- Lejanías (1985)
- Noel Nicola canta a César Vallejo (1986)
- Tricolor (1987)
- Ánimo, trovador (1989)
- Soy y no soy el mismo (1998)
- Dame mi voz (2000)
- Entre otros (2002) - con Santiago Feliú)

Singles ed EP
- Hermanos (EP) (1989)
- Los papaloteros I (EP) (1991)

Come membro del GESI
- Cuba va! Songs of the new generation of revolutionary Cuba (1971)
- Cuba va (Pablo Milanés – Silvio Rodríguez – Noel Nicola) (1971)
- Canciones del Grupo de Experimentación Sonora del ICAIC (GESI) (1973)
- Grupo Experimental Sonora del ICAIC/Cuba (GESI) (1974)
- Grupo de Experimentación Sonora/ICAIC 2 (GESI) (1975)
- Grupo de Experimentación Sonora/ICAIC 3 (GESI) (1975)
- Grupo de Experimentación Sonora/ICAIC 4 (GESI) (1975)
- El hombre de Maisinicú (GESI) (1975)
- Cuba (1976)
- XX aniversario de la cinematografía cubana (1979)

Opere collettive
- Canción protesta. Casa de las Américas (EP) (1968)
- 26 de julio: los nuevos héroes (1969)
- Canción para el hombre nuevo (EP) (1969)
- Canción protesta: Protest song of Latin America (1970)
- Marchas y canciones revolucionarias (1970)
- La canción, un arma de la Revolución (1974)
- 1975 año internacional de la mujer (1975)
- Cuba canta a la República Dominicana (con Silvio Rodríguez) (1975)
- De un pájaro las dos alas (1975)
- Su nombre es Pueblo (1975)
- 1er Encuentro Internacional de la Nueva Canción. 7 días con el Pueblo. (1975)
- La Mujer en la Revolución (1975)
- Guardafronteras: primera trinchera (EP) (1980)
- Roque Dalton (1981)
- El tiempo está a favor de los pequeños (1983)
- Tercer Festival de la Nueva Canción Latinoamericana (1984)
- Primer festival del Nuevo Canto Latinoamericano (1984)
- Festival de la Nueva Trova 1984 (En vivo), vol I (1985)
- Canciones al Che Vol 2 (1992)
- Antología de la Nueva Trova Vol. 1 (1998)
- Vamos todos a cantar (1999)
- Definitivamente jueves (2001)
- Homenaje a Noel Nicola (A guitarra limpia. Tercer aniversario) (2001)
- Del agua que bebimos (2003)

Collaborazioni
- La Nueva Canción (Sonia Silvestre) (1975)
- Cuando digo futuro (Silvio Rodríguez) (1977)
- Este árbol que sembramos (Augusto Blanca) (1997)
- Cita con ángeles (Silvio Rodríguez) (2003)

Altri lavori
Nel 2007 è uscito 37 canciones de Noel Nicola, album tributo composto da canzoni di Noel interpretate da artisti cubani e latinoamericani.